# Östtimor i olympiska sommarspelen 2008
Östtimor deltog i olympiska sommarspelen 2008 som ägde rum i Peking i Kina.

## Friidrott
- Huvudartikel: Friidrott vid olympiska sommarspelen 2012

Förkortningar
- Notera – Placeringar gäller endast den tävlandes eget heat
- Q = Kvalificerade sig till nästa omgång via placering
- q = Kvalificerade sig på tid eller, i fältgrenarna, på placering utan att ha nått kvalgränsen
- NR = Nationellt rekord
- N/A = Omgången inte möjlig i grenen
- Bye = Idrottaren behövde inte delta i omgången

### Herrar
Bana och väg
| Idrottare            | Gren    | Final    | Final     |
| Idrottare            | Gren    | Resultat | Placering |
| -------------------- | ------- | -------- | --------- |
| Augusto Ramos Soares | Maraton | DNS      | DNS       |

### Damer
Bana och väg
| Idrottare            | Gren    | Final    | Final     |
| Idrottare            | Gren    | Resultat | Placering |
| -------------------- | ------- | -------- | --------- |
| Mariana Diaz Ximenez | Maraton | DNF      | DNF       |